# Клајн Норденде
Клајн Норденде (њем. Klein Nordende) општина је у њемачкој савезној држави Шлезвиг-Холштајн. Једно је од 49 општинских средишта округа Пинеберг. Према процјени из 2010. у општини је живјело 2.996 становника. Посједује регионалну шифру (AGS) 1056029.

## Географски и демографски подаци
Клајн Норденде се налази у савезној држави Шлезвиг-Холштајн у округу Пинеберг. Општина се налази на надморској висини од 10 метара. Површина општине износи 10,8 km². У самом мјесту је, према процјени из 2010. године, живјело 2.996 становника. Просјечна густина становништва износи 278 становника/km².